# Великий Слатник
Великий Слатник (словен. Veliki Slatnik) — поселення в общині Ново Место, регіон Південно-Східна Словенія, Словенія. Висота над рівнем моря: 207,9 м.